# Филиппов, Валерий Николаевич (1964)
Валерий Николаевич Филиппов (род. 1964) — петербургский художник, участник группы «Старый город», член Петербургского общества пастелистов, Санкт-Петербургского Союза художников и Международной федерации художников.

## Биография
Валерий Николаевич Филиппов родился в 1964 году в Ленинграде. В 1979—1986 годах учился в ЛХУ им. Серова на отделении реставрации. С 1981 года является членом группы «Старый город», а с 1991 года и Союза Художников СССР. В 2001 году В. Н. Филиппов стал членом Санкт-Петербургского пастельного общества.
Работы В. Н. Филиппова экспонируются в комитете по культуре Ленинградской области, в музей-квартире А. С. Пушкина (набережная реки Мойки, 12), в музее Городской скульптуры, в Новосибирском государственном художественном музее, в Музее пейзажа (Плёс), а также в частных собраниях России, Швеции, Германии, Шотландии, Франции, Южной Кореи, США, Италии, Норвегии, Канады и др.

## Выставки
- 1986 — Выставка с группой «Старый Город» (дом архитекторов, СПб)
- 1989 — «Молодость России» (Москва)
- 1989 — «Авангард Перестройке» (гавань, СПб)
- 1989 — Молодые художники Ленинграда" (СПб)
- 1990 — Выставка с группой «Другой» (театр «Буфф», СПб)
- 1991 — «Художники кино» («Дом кино», СПб)
- 1992 — Выставка в Швеции (г. Енгепинг, Швеция)
- 1993 — Персональная (музей «Городской скульптуры», СПб)
- 1994 — «Дягилевские сезоны» (КЗ «Октябрьский», СПб)
- 1995 — «Зональная выставка» (СХ, СПб)
- 1995 — «Выставка портрета» (СХ, СПб)
- 1995 — Выставка в группой «Старый Город» (музей «Городской скульптуры»)
- 1996 — «Петербург-1995» (Манеж, СПб)
- 1996 — «Душа Петербурга» (муниципальный культурный Центр во дворе «Белосельских-Белоозёрских», СПб)
- 1996 — «Юбилейная выставка Старого города — 15 лет»(СПб)
- 1996 — Персональная (театр «Буфф», СПб)
- 1996 — «Петербург-1996» (ЦВЗ, СПб)
- 1997 — «СтарыйГород — 1997» (СПб)
- 1998 — «Старый Город — 1998» (СПб)
- 1999 — Персональная выставка «Непарадный Петербург» (германо-российский Центр встреч, СПб)
- 1999 — «Старый город — 1999» (германо-российский Центр встреч, СПб)
- 1999 — «Город моего детства» (выставочный зал Московского р-на,СПб)
- 1999, декабрь — Персональная (Лавка художника, СПб)
- 2000, январь — «Петербург — 1999» (Манеж ЦВЗ, СПб)
- 2000, май — июнь — Выставка группы «Старый город» (галерея «Палитра»)
- 2000, октябрь-ноябрь — Персональная выставка «Непарадный Петербург» (музей-квартира А. С. Пушкина, СПб, набережная реки Мойка, 12)
- 2000, декабрь — Выставка группы «Старый город» (Летний сад, Чайный домик, СПб)
- 2000, январь — Персональная (Лавка художника, СПб)
- 2001 — Персональная выставка-«Взгляд Города Сквозь Ресницы»(галерея Наив, СПБ)
- 2003 — Первая Биннале «Петербургская Пастель» (СХ, СПБ)
- 2003 — «Старый Город в Коломне»(«Петров Клуб», СПБ)
- 2005 — «Другой Петербург В.Филиппова»(галерея «Рахманинов дворик», СПБ)
- 2005, декабрь — 2006, январь — «На крыльях Рождества»(галерея «Рахманинов дворик», СПБ)
- 2006 — «Засыпающий дом» (галерея «Герцена 6», город Псков)
- 2006 — «Уходящая Коломна или 25 лет вместе» (Музей-квартира А. А. Блока, СПБ)
- 2007 — «Старый Город» (Центр искусств имени Дягилева, СПБ)
- 2007 — Персональная выставка — «Образы Старого Города» («Бродячая Собака», СПБ)
- 2008 — Персональная выставка — «Прогулки и Встречи»(«Бродячая Собака», СПБ)
- 2008 — «Петербург: живопись, графика, фотография» (Новосибирский Государственный Художественный музей, Новосибирск)
- 2009, март — «Вне рамок»
- 2009, сентябрь — «Кунштюк в Кронштадте» («Фонд оберег», Кронштадт)
- 2009 — «Осенняя» (СХ, Большая Морская дом, 38,СПБ)
- 2009, декабрь — «Павловск сквозь века» ЦККД «Павловск» г. Павловск ул. Конюшенная, д.7
- 2010, август — Международный пленэр